# 887
887 (осемстотин осемдесет и седма) година по юлианския календар е невисокосна година, започваща в неделя. Това е 887-ата година от новата ера, 887-ата година от първото хилядолетие, 87-ата година от 9 век, 7-а година от 9-о десетилетие на 9 век, 8-а година от 880-те години.

## Родени
- Фредеруна, кралица на Западнофранкското кралство.